# Weronika Wedler
Weronika Wedler, född  den 17 juli 1989 i Wrocław, är en polsk friidrottare som är specialiserad på sprint. Vid Europeiska mästerskapen i friidrott 2010 i Barcelona deltog hon i det polska laget på 4 x 100 meter som tog en bronsmedalj. Vid samma tävling kom hon på en tionde plats individuellt på 200 meter.